# Садково (Західнопоморське воєводство)
Садково (пол. Sadkowo) — село в Польщі, у гміні Тихово Білоґардського повіту Західнопоморського воєводства.
Населення — 420 осіб (2011).
У 1975-1998 роках село належало до Кошалінського воєводства.

## Демографія
Демографічна структура станом на 31 березня 2011 року:
|          | Загалом | Допрацездатний вік | Працездатний вік | Постпрацездатний вік |
| -------- | ------- | ------------------ | ---------------- | -------------------- |
| Чоловіки | 210     | 44                 | 144              | 22                   |
| Жінки    | 210     | 43                 | 114              | 53                   |
| Разом    | 420     | 87                 | 258              | 75                   |